# George Fox

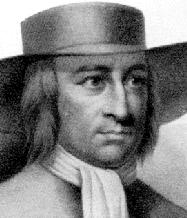
George Fox

George Fox (Fenny Drayton, Leicestershire, juli 1624 - Londen, 13 januari 1691) wordt beschouwd als de stichter van het Genootschap der Vrienden, Society of Friends, beter bekend als de quakers.
Hij was de zoon van een wever, Christopher Fox, en werd opgevoed in de traditie van de Anglicaanse Kerk. Al vanaf jeugdige leeftijd toonde Fox grote interesse in religieuze zaken en in de Bijbel. Hij ging in de leer bij een schoenmaker, maar keerde zich op 19-jarige leeftijd af van zijn familie en vrienden en begon een spirituele zoektocht naar verlichting. Hij streefde naar eenvoud in het leven en was wars van luxe. Na drie jaar van rusteloos rondreizen door Engeland kwam hij tot het inzicht dat de waarheid alleen te vinden was in het innerlijk licht, het besef dat er iets van God in ieder mens is, wat door ieder mens ervaren kan worden. Hij begon zelf te preken en werd vanwege zijn uitingen gedurende zijn leven in totaal acht keer gevangen gezet, aangezien het afwijken van het door de staatskerk en de wet voorgeschreven handelen niet werd getolereerd. Fox ging ijveren voor een wetswijziging die vrijheid van godsdienstuitingen zou toestaan. De Act of Toleration werd in 1689 aangenomen, kort voor zijn dood. Zijn integriteit en overtuigingskracht trokken echter vele volgelingen aan, en hieruit ontstond langzamerhand het Genootschap der Vrienden (Society of Friends). Fox zette hiervoor zelf de organisatie op en ondernam missionaire reizen naar Ierland, Holland, Amerika en West-Indië. Hij trouwde in 1669 met Margaret Fell.
Fox was niet onder de indruk van de geestelijken in het zeventiende-eeuwse Engeland. De bevestiging dat zijn  minachting juist was, ontving hij op een zondagochtend direct van God: De Heer openbaarde mij dat een opleiding in Oxford of Cambridge niet genoeg was om mensen te bekwamen voor het predikantschap. Fox spreekt hier over een goddelijk geïnspireerd inzicht in een religieuze waarheid. De gevolgen die voortvloeiden uit zijn bewustwording van deze mogelijkheid, waren talrijk. Het betekende vooral dat het niet nodig was om je te wenden tot de gevestigde kerk en haar predikanten om God en Zijn wil voor de wereld te leren kennen.
Fox kreeg een reeks openbaringen: God zetelt niet in de religieuze gebouwen die mensen voor Hem hebben gebouwd, de gevestigde geestelijkheid heeft niet het ware geloof. Het was zijn persoonlijke roeping om mensen te brengen tot de geest van Christus die in hen was. Deze kwestie zag ik niet met de hulp van mensen of in een brief, hoewel ze opgeschreven zijn, maar ik zag ze in het licht van de Heer Jezus Christus en door Zijn onmiddellijke geest en macht....
Fox ging in 1647 zijn boodschap uitdragen aan het Engelse volk. Zijn eerste volgelingen kregen de bijnaam quakers omdat men zei dat ze beefden of bibberden van religieuze ijver. Hij onderwees over het kwaad van de gevestigde religies en de voordelen van zijn eigen leer van directe openbaring door middel van innerlijk licht. Hij verkondigde tevens zijn andere religieuze overtuigingen, zoals het schuwen van religieus gezag en het verzet tegen oorlog en slavernij.

## Werk
Fox' bekendste werk is zijn Journal, dat werd voorbereid voor publicatie door een commissie onder leiding van Thomas Penn, onder redactie van Thomas Ellwood. Het geeft een beschrijving van zijn spirituele zoektocht. 

In 1698 verscheen A Collection of Epistles, in 1706 gevolgd door Gospel Truth.